# Одонтобласт
Одонтобласти су ћелије везивног ткива које производе проколаген и предентин, органске компоненте дентина, основне зубне масе. Разликују се од осталих везивних ткива по томе што су међусобно приљубљени тако да граде неку врсту епителског слоја. Вретенастог су облика и поларизовани. На вршној и базној страни налазе се цитоплазматски наставци, при чему се најдужи наставак на вршној страни назива Томасово влакно (одонтобластни наставак). Ови наставци пролазе кроз каналикуле, уске просторе у дентину и окружени су танким слојем ткивне течности.